# 10168 Stony Ridge
A 10168 Stony Ridge (ideiglenes jelöléssel 1995 CN) a Naprendszer kisbolygóövében található aszteroida. J. B. Child és J. E. Rogers fedezte fel 1995. február 4-én.